# آل أحمد (يافع)

تعديل مصدري - تعديل

آل أحمد هي إحدى قرى عزلة لبعوس بمديرية يافع التابعة لمحافظة لحج، بلغ تعداد سكانها 408 نسمة حسب تعداد اليمن لعام 2004.